# Vườn quốc gia hồ Malawi
Vườn quốc gia hồ Malawi là một vườn quốc gia nằm ở cuối phía nam của hồ Malawi, thuộc lãnh thổ Malawi. Đây là vườn quốc gia duy nhất ở Malawi được thành lập để bảo vệ các loài cá và môi trường thủy sinh. Mặc dù vậy, vườn quốc gia hồ Malawi cũng bao gồm một số phần đất đai, trong đó có phần đất đầu hồ cùng một số hòn đảo nhỏ trong hồ Malawi.
Vườn quốc gia này được UNESCO công nhận là Di sản thế giới từ năm 1984 vì tầm quan trọng của nó với việc bảo tồn đa dạng sinh học, đặc biệt là sự đa dạng của các loài cá trong hồ. Đáng chú ý nhất là các loài Cá hoàng đế được biết đến với tên địa phương là mbuna. Các tính năng khác của vườn quốc gia bao gồm vẻ đẹp tự nhiên nổi bật của khu vực với cảnh quan hiểm trở tương phản với mặt nước trong vắt của hồ.

## Lịch sử
Tiến sĩ David Livingstone đã phát hiện ra hồ vào năm 1859 và gọi nó là Nyassa cho đến năm 1875 khi Giáo hội Trưởng lão Scotland đã thiết lập một khu truyền giáo tại Cape Maclear. Một cây bao báp lớn có tuổi đời lên tới hơn 800 năm được cho là nơi yêu thích của Livingstone, nơi mà ông có thể thuyết pháp và nói chuyện với các nhà truyền giáo khác. Ngôi mộ của năm nhà truyền giáo đầu tiên cũng nằm trong vườn quốc gia.

## Vị trí
Hồ Malawi nằm trong Thung lũng tách giãn Lớn ở độ cao 500 m (1.640 ft) so với mực nước biển và sâu 700 m (2.300 ft) so với bề mặt khiến nó trở thành một trong những hồ nước sâu nhất thế giới. Vườn quốc gia hồ Malawi bao gồm khoảng 95 km2 (37 dặm vuông Anh) diện tích đất và mặt nước nằm ở cuối phía nam của hồ. Nó bao gồm hầu hết diện tích Bán đảo Nankumbu, một khu vực đất đai nằm ở phía bắc vườn quốc gia ăn sâu vào hồ với điểm xa nhất được biết đến là Cape Maclear, các khu vực mặt nước xung quanh cùng 9 đảo đá nằm gần bờ hồ. Bán đảo Nankumbu có độ cao từ bờ hồ cho đến 1.143 m (3.750 ft) tại đỉnh Nkhunguni ở phía tây và 963 m (3.160 ft) tại đỉnh Dzimwe ở phía đông. Những sườn dốc được bao phủ bởi khu rừng rậm rạp. Có rất ít cư dân ở khu vực núi của bán đảo, nhưng có một số làng chài ở các khu vực gần bờ hồ, lớn nhất là làng Chembe gần Cape Maclear. Những ngôi làng này nằm trong ranh giới nhưng không phải là một phần của vườn quốc gia này.

## Hệ động vật
Hồ Malawi được hình thành cách đây vài triệu năm và mực nước đã dao động rất lớn qua hàng thiên niên kỷ. Điều này đã tạo ra những chỗ thích hợp có sẵn cho các loài cá hoàng đế và nhiều loài khác sống trong hồ đã thích nghi với môi trường sống, như là một phần của bức xạ tiến hóa của một loài, tương tự như sự thích nghi của Chim sẻ trên Quần đảo Galápagos mà Charles Darwin đã quan sát được. Hầu hết các loài trong số 350 loài là đặc hữu, sống trong phạm vi hẹp, chỉ vài trăm mét so với bờ hồ. Nhiều loài trong số đó thậm chí còn chưa được khoa học mô tả.
Vườn quốc gia này còn là nhà của nhiều loài động vật có vú gồm Khỉ đầu chó Chacma, Khỉ Vervet, Hà mã, Báo châu Phi, Linh dương hoẵng, Linh dương Kudu lớn, Linh dương Klipspringer, Linh dương bụi rậm và một số loài khác như Cá sấu sông Nin, Đại bàng cá châu Phi, Cốc ngực trắng, Bồng chanh, Hồng hoàng, Trảu...

## Hình ảnh

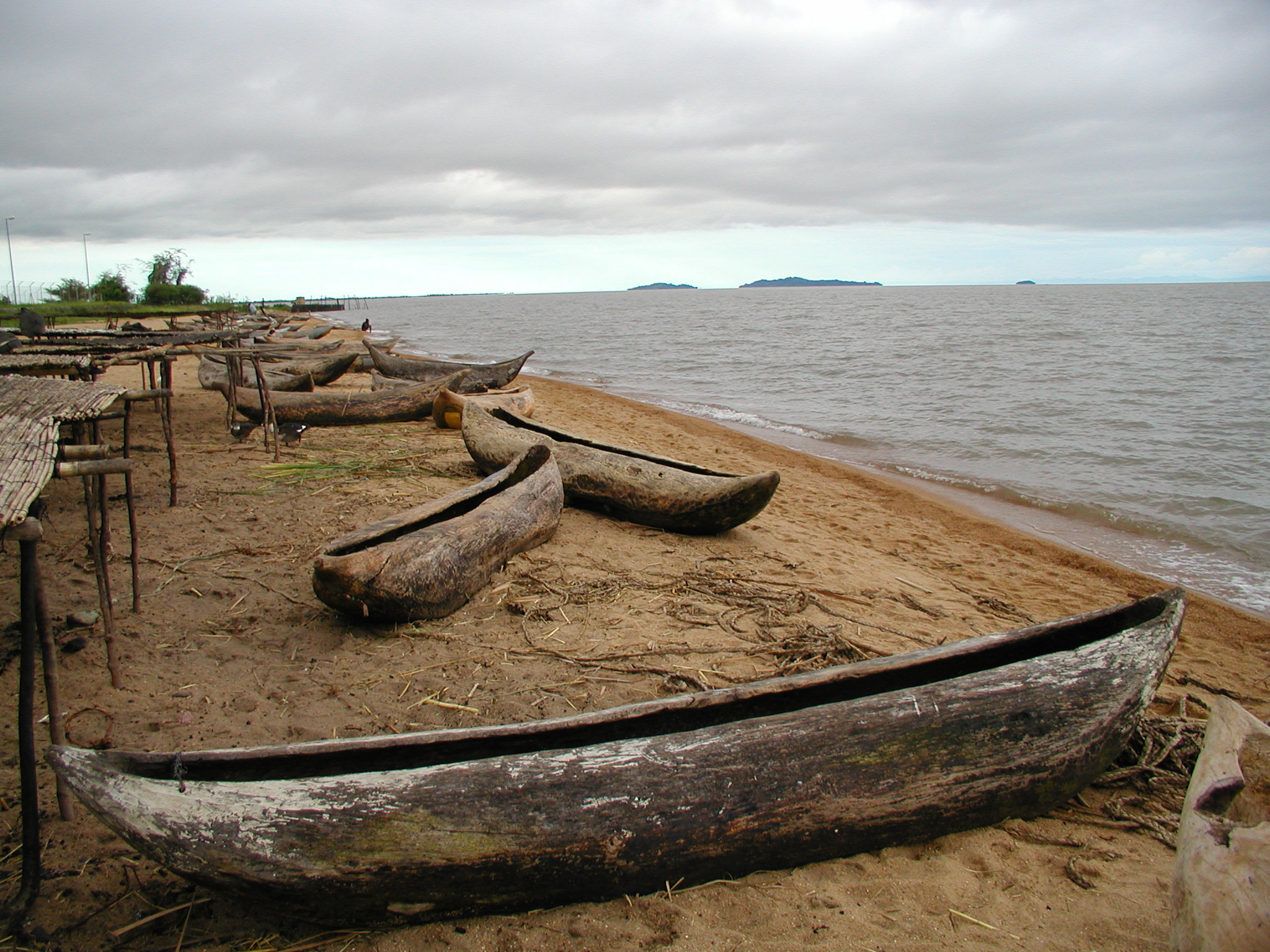
Thuyền độc mộc trên bờ hồ
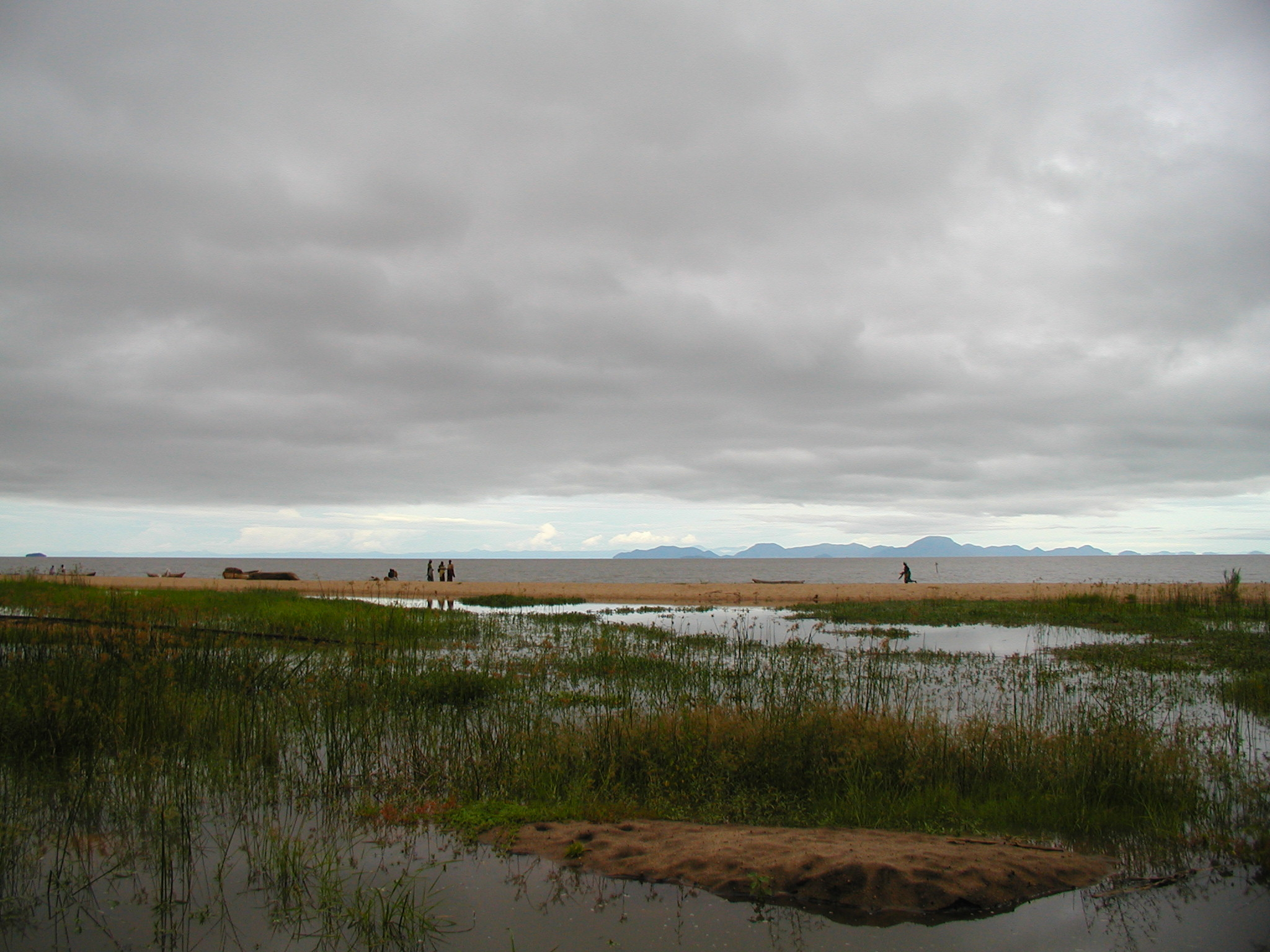
Quang cảnh đầm lầy bên hồ
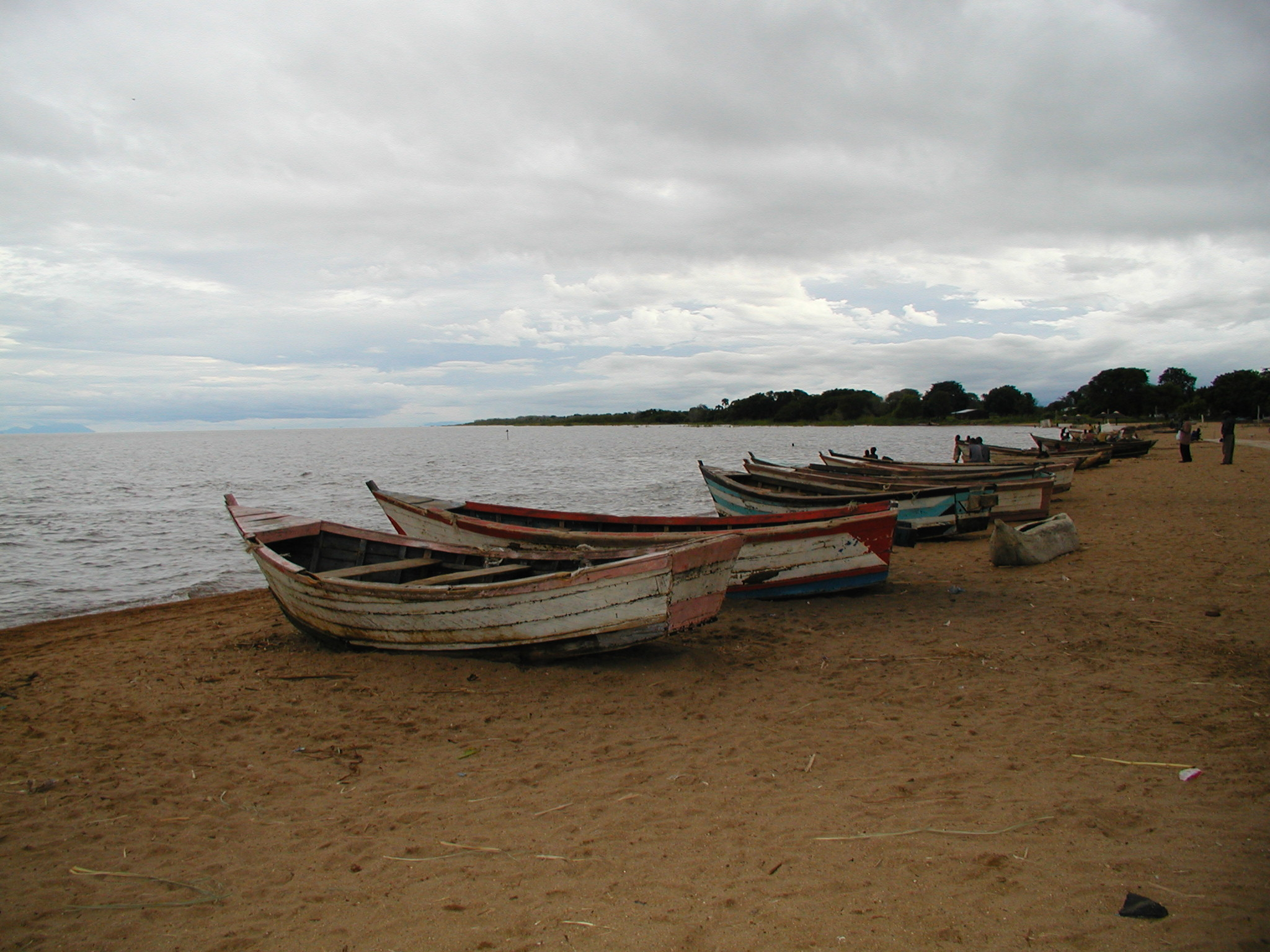
Những chiếc thuyền nhỏ trên bờ hồ